# Baclayon, Bohol
Baclayon là đô thị hạng 5 ở tỉnh Bohol, Philippines. Theo điều tra dân số năm 2007, đô thị này có dân số 18.015 người.

## Các đơn vị hành chính
Baclayon về mặt hành chính được chia thành 17 khu phố (barangay).
| - Cambanac - Dasitam - Buenaventura - Guiwanon - Landican - Laya - Libertad - Montaña - Pamilacan | - Payahan - Poblacion - San Isidro - San Roque - San Vicente - Santa Cruz - Taguihon - Tanday |